# Журавльов Валерій Євгенович
Валерій Євгенович Журавльов (нар. 28 березня 1952, Українська РСР) — радянський футболіст, захисник. По завершенні кар'єри — тренер.

## Кар'єра гравця
Футбольну кар'єру розпочав 1973 року в кишинівському «Ністру». У 1977 році захищав кольори «Сперанци» (Дрокія). У 1978 році став гравцем нікопольського «Колосу». Влітку 1982 року перейшов у тираспольський «Автомобіліст», але вже незабаром повернувся в «Колос» (Нікополь), де й завершив кар'єру футболіста.

## Кар'єра тренера
По завершенні кар'єру гравця розпочав тренерську діяльність. Спочатку працював у спортивній школі нікопольського «Колосу». З січня по травень 1989 році працював на посаді головного тренера нікопольського «Колосу», а з червня по кінець 1989 року — на посаді технічного директора клубу. Потім допомагав тренувати нікопольський «Колос». У 2001 році призначений на посаду головного тренера аматорського клубу «Колос» (Нікопольський район).

## Досягнення

### Як гравця
«Ністру» (Кишинів)
- Перша ліга СРСР
  -  Срібний призер (1): 1973

«Колос» (Нікополь)
- Чемпіонат УРСР
  -  Чемпіон (1): 1979
  -  Срібний призер (1): 1978

### Кар'єра тренера
«Колос» (Нікополь)
- Аматорський кубок України
  -  Фіналіст (1): 2006

- Чемпіонат Дніпропетровської області
  -  Чемпіон (9): 2004, 2005, 2006, 2007, 2008, 2009, 2010, 2011, 2012

- Кубок Дніпропетровської області
  -  Володар (3): 2005, 2010, 2011

- Суперкубок Дніпропетровської області
  -  Володар (2): 2011, 2012

### Відзнаки
- Майстер спорту СРСР